# Janusz Paluszkiewicz
Janusz Kazimierz Paluszkiewicz (ur. 20 marca 1912 w Łodzi, zm. 19 lutego 1990 w Głownie) – polski aktor teatralny i filmowy.

## Życiorys
Był synem Marcina – rzeźnika i Antoniny z Wojciechowskich. Absolwent szkoły handlowej w Łodzi. Na początku swojej kariery występował w łódzkich teatrach: Popularnym i Powszechnym. Po wojnie na krótko związał się z Teatrem Miejskim w Częstochowie i Teatrem im. Słowackiego w Krakowie. Od 1948 roku był aktorem teatrów warszawskich: Rozmaitości (1948–1950 i 1975–1977) i Dramatycznego (1950–1975). Przez wiele lat związany był z radiową powieścią W Jezioranach.
Pochowany na cmentarzu komunalnym Zarzew w Łodzi.

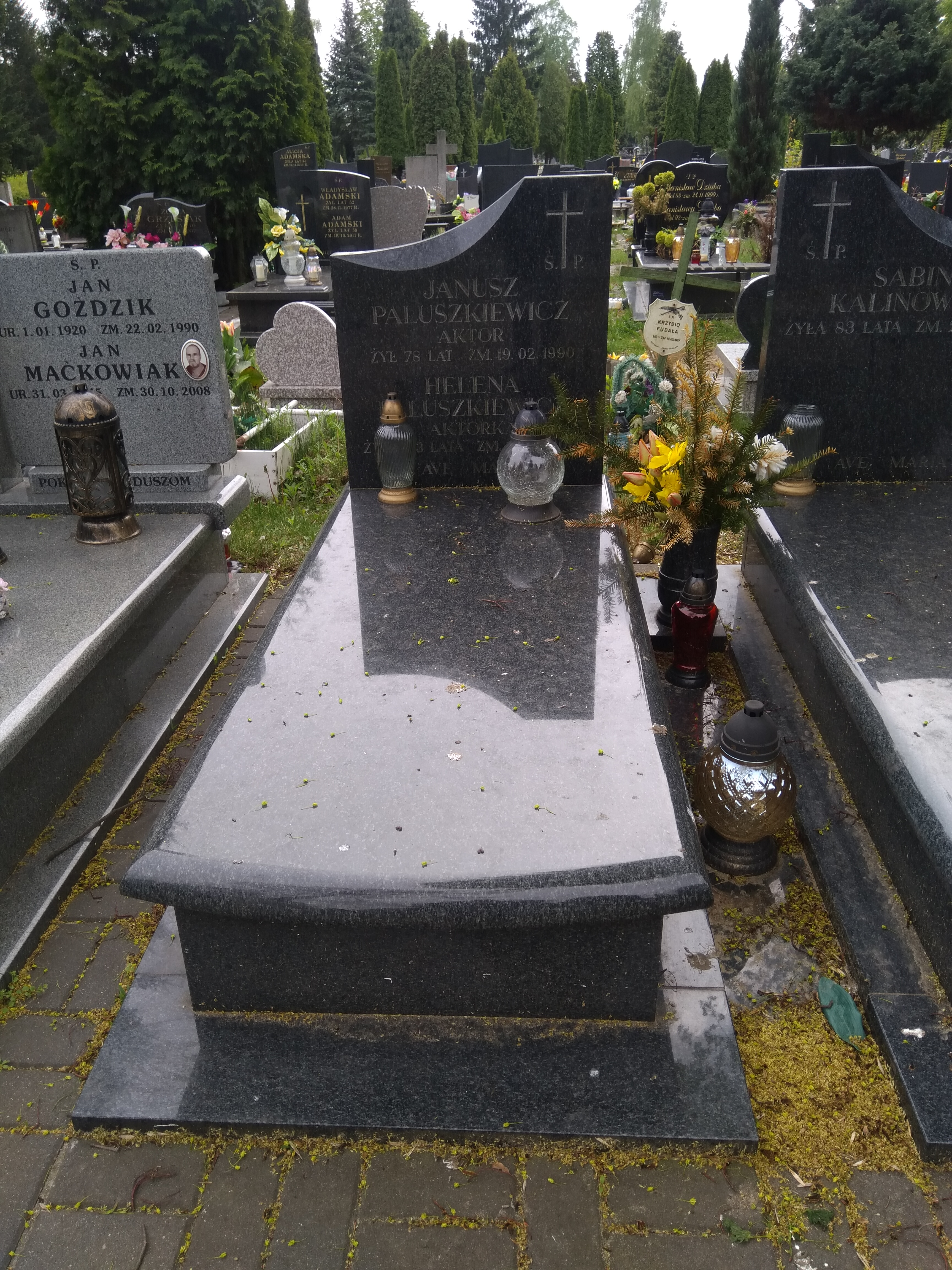
Grób aktora Janusza Paluszkiewicza na cmentarzu komunalnym Zarzew w Łodzi

## Filmografia
- 1951: Gromada – towarzysz Krychal
- 1954: Pokolenie – Sekuła
- 1956: Pożegnanie z diabłem – przewodniczący sądu
- 1956: Człowiek na torze – mechanik Krokus
- 1959: Tysiąc talarów – sanitariusz Bombasiński
- 1959: Cafe pod Minogą – Niemiec, klient w „Cafe”
- 1960: Ostrożnie Yeti – recepcjonista w więzieniu
- 1960: Rzeczywistość – towarzysz Gawałek
- 1960: Mąż swojej żony – recepcjonista w hotelu
- 1960: Krzyżacy – marszałek królewski
- 1961: Świadectwo urodzenia (cz. 3)
- 1962: Rodzina Milcarków
- 1964: Przerwany lot
- 1964: Nieznany
- 1965: Podziemny front – żołnierz WP (odc. 6)
- 1965: Miejsce dla jednego – pan Cyprian
- 1965: Dzień ostatni – dzień pierwszy – Skrzetuski (cz. 1)
- 1966: Czterej pancerni i pies – kapitan Baranow (odc. 4)
- 1966: Piekło i niebo – leśniczy, przyjaciel Zasady
- 1967: Ojciec – sierżant „Garbaty”, podkomendny starego Lipowskiego z czasów wojny
- 1967: Westerplatte – magazynier; pierwowzorem postaci był sierżant Leonard Piotrowski
- 1968: Stawka większa niż życie – Tomala (odc. 16)
- 1968: Samotność we dwoje – gajowy Józef
- 1969: Szkice warszawskie – Stankiewicz (odc. 3)
- 1970: Kolumbowie – Wodecki, właściciel garażu (odc. 1)
- 1970: Doktor Ewa – Zakolski (odc. 9)
- 1971: Złote koło – Stanisław, stryj Kruka
- 1972: Teraz i w każdą godzinę – mechanik Prądzyński
- 1972: Chłopi (serial) – Kłąb
- 1973: Chłopi – Kłąb
- 1973: Drzwi w murze – aktor
- 1973: Droga – sąsiad Lewandowskich (odc. 6)
- 1974: Awans – Błażej Zakała, ojciec Malwiny
- 1974: Ile jest życia – naganiacz na polowaniu (odc. 3)
- 1975: Noce i dnie – Banasiak, chłop w Serbinowie
- 1975: Opadły liście z drzew – partyzant Piorun
- 1975: Dyrektorzy – Ignacy Gajda
- 1975: Partita na instrument drewniany – właściciel tartaku Łaciak
- 1975: Il lungo viaggio
- 1976: Daleko od szosy jako majster Kozera
- 1976: Zaklęty dwór – chłop
- 1976: Motylem jestem, czyli romans 40-latka jako robotnik na budowie
- 1976: A jeśli będzie jesień jako Karol
- 1977: Wszyscy i nikt jako ksiądz
- 1977: Znak orła jako Bogusza, sędzia Pomorza
- 1977: Układ krążenia jako szatniarz Wasilczuk (odc. 1)
- 1977: Noce i dnie jako chłop Banasiak
- 1977: Gdzie woda czysta i trawa zielona jako Krawczyk
- 1978: Zielona miłość – majster (podwładny Karola)
- 1978: Ślad na ziemi – ojciec Jasparskich
- 1978: Wielki podryw – leśnik, przyjaciel Pilarskiego
- 1978: Koty to dranie – Władysław Sypniewski
- 1978: Bilet powrotny – gość na weselu Antoniny i Pierre’a
- 1979: Zielone lata – sąsiad Matuszczak
- 1979: W słońcu i w deszczu – ksiądz proboszcz
- 1979: Tajemnica Enigmy – zawiadowca stacji w Brześciu nad Bugiem (odc. 3)
- 1979: Klucznik – chłop
- 1979: Gwiazdy poranne – stary Marciniak, ojciec Janka
- 1979: Doktor Murek – dróżnik, gospodarz Murka (odc. 1, 2 i 4)
- 1980: Droga – chłop, ojciec Teresy
- 1981: Ryś – kościelny Józef
- 1982: Punkty za pochodzenie – stryj Władka
- 1982: Pensja pani Latter – Mielnicki
- 1982: Coś się kończy – chłop
- 1983: Pastorale heroica – Karaś
- 1983: Haracz szarego dnia – dróżnik
- 1983: Dom świętego Kazimierza – pułkownik Masłowski
- 1984: 5 dni z życia emeryta – dyrektor Gradek
- 1984: 111 dni letargu – Jałosiński, więzień w szpitalu
- 1985: Chrześniak – pracownik PGR
- 1985: Zielone kasztany – Stanisław, dziadek Irminy i Marka
- 1985: W cieniu nienawiści – ksiądz
- 1985: Obcy w domu – wuj Herman
- 1985: Greta
- 1985: Diabeł – ksiądz
- 1985: Bariery – pan Karol
- 1986: Ojcowizna
- 1986: Boczny tor – Jan Wiśniewski
- 1986: Wcześnie urodzony – sąsiad Józefa
- 1987: Komediantka – wędkarz
- 1987: Dorastanie – dozorca w szkole (odc. 2)
- 1987: Ballada o Januszku – Karuzela (odc. 7 i 8)
- 1987: Jedenaste przykazanie – woźnica kupujący buty do trumny
- 1987: Anioł w szafie – Józef, ojciec Mańka
- 1989: 07 zgłoś się – listonosz przesłuchiwany w mieszkaniu Moniki Woźniak (odc. 21)
- 1988: Spadek – kościelny
- 1988: Banda Rudego Pająka – porucznik (odc. 1); kombatant (odc. 2)
- 1988: Pożegnanie cesarzy – Błażej, sąsiad Tomasza
- 1988: Akwen Eldorado – strażnik Ryszard Sznajder
- 1989: Gorzka miłość – Zawada (odc. 2)
- 1989: Odbicia – dziadek Małgosi (odc. 1, 5 i 6)
- 1990: Dziewczyna z Mazur – w roli samego siebie (odc. 2)

### Polski dubbing
- 1973: Siedemnaście mgnień wiosny – profesor Werner Pleischner
- 1975: Pszczółka Maja – człowiek
- 1976: Ja, Klaudiusz – Domincjusz; Liwiusz
- 1982: Krach operacji terror – Jegor Sucharko
- 1982: Gwiezdny pył – „Stary”

## Odznaczenia i nagrody
- Krzyż Kawalerski Orderu Odrodzenia Polski (1978)
- Medal 40-lecia Polski Ludowej (1984)